# Serafín Zubiri

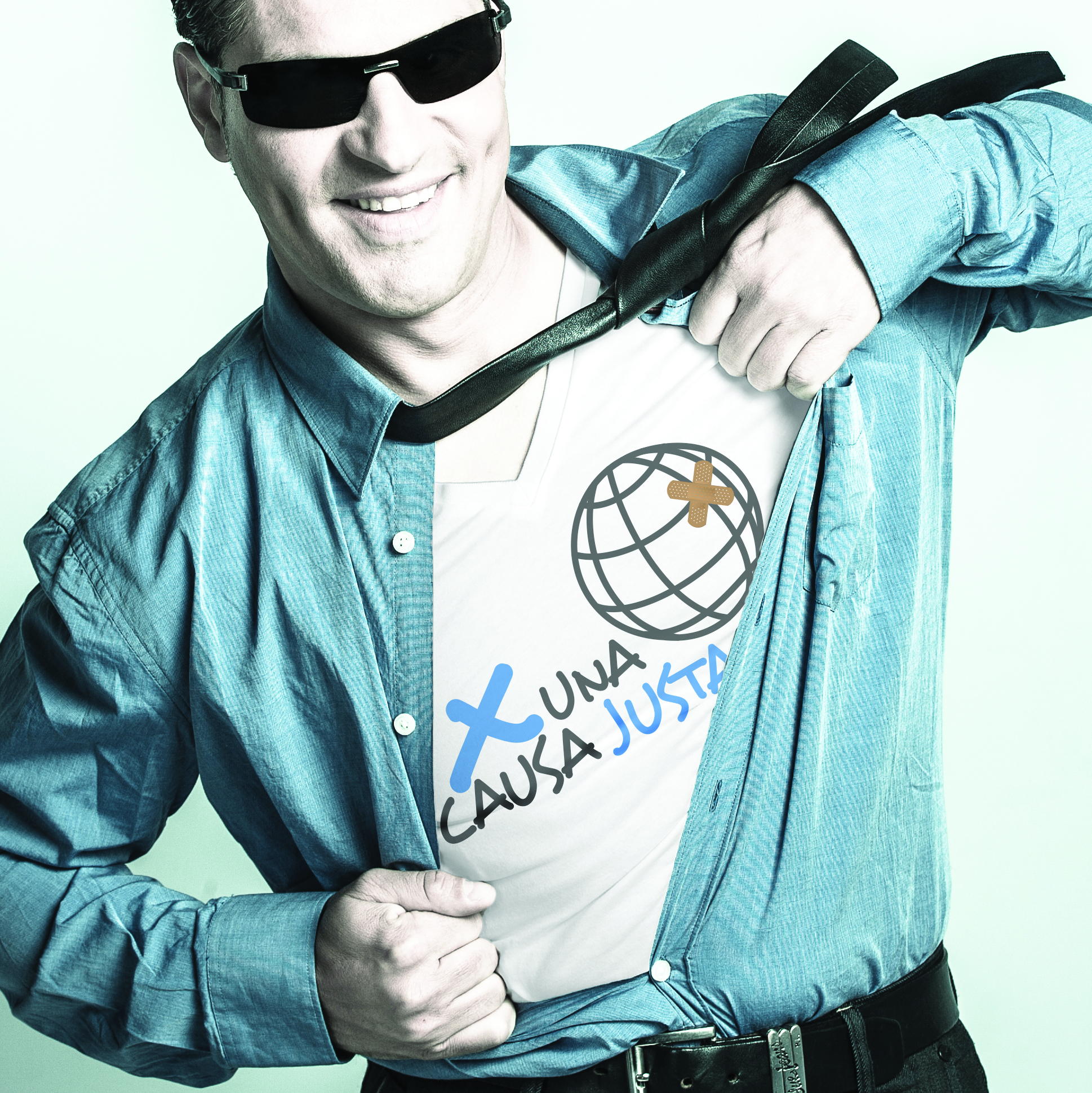
Serafín Zubiri "X Una Causa Justa"

Serafín Lizoaín Vidondo (Zubiri, 20 d'abril de 1964), conegut com Serafín Zubiri, és un cantant, actor, locutor, presentador i esportista espanyol.
Va perdre la visió quan era petit i va estudiar a col·legis de l'ONCE, on va començar a interessar-se per la música i a aprendre solfeig, piano i cant. Als 17 anys, va formar l'Orquestra Equus i als 22 anys va començar la seva carrera en solitari. El seu primer disc, Inténtalo, va ser gravat el 1987, i el segon, Pedaleando, l'any següent. Anys més tard va aconseguir un gran èxit comercial amb la cançó «Polvo de estrellas».
El 1992, va representar a Espanya en el Festival de la Cançó d'Eurovisió amb la cançó «Todo esto es la música» i va quedar en 14a posició. El 2000, va tornar a representar a Espanya en el mateix festival amb la cançó «Colgado de un sueño».
A més de la seva carrera musical, Zubiri ha tingut èxit com a actor i presentador de televisió, participant en sèries com Todos los hombres sois iguales i diversos programes, com ara, Mira quién baila!, Bailando por un sueño, El conquistador del Aconcagua o Splash! Famosos al agua. També ha treballat a l'espectacle musical La magia de Broadway i ha dirigit i presentat diversos programes d'entrevistes i de música.

## Discografia
- 1987: Inténtalo
- 1988: Pedaleando
- 1991: Detrás del viento
- 1992: Te veo con el corazón
- 1995: Un hombre nuevo
- 2000: Colgado de un sueño
- 2008: Colgado de un sueño (reedició per a la República Argentina)
- 2010: Sigo aquí
- 2012: X una causa justa